# 伊戈爾·莫羅佐夫
伊戈爾·莫羅佐夫（1989年5月27日—）是一位愛沙尼亞足球運動員。在場上的位置是中後衛。他現在效力於匈牙利足球甲級聯賽球隊德布勒森足球俱樂部。他也代表愛沙尼亞國家足球隊參加比賽。